# 시간 여행자의 아내
시간 여행자의 아내(영어: The Time Traveler's Wife)는 오드리 니페네거의 데뷔 소설이다.
유전적 장애를 앓고 있어 예측할 수 없는 시간여행을 하게 된 남자 헨리와 그의 잦은 부재를 감당해야 하는 예술가 아내 클레어의 사랑 이야기이다. 소설을 시작하면서 사랑에 좌절했던 니페네거는 자신의 실패한 관계에 대한 비유로 이 이야기를 썼다. 이야기의 중심 관계는 갑자기 니페네거에게 다가왔고 이후 소설의 제목을 제공했다. 이 소설은 SF와 로맨스로 분류되었다.